# Yassine Benzia
Yassine Benzia (Saint-Aubin-lès-Elbeuf, 8 de setembro de 1994) é um é um futebolista argelino nascido na França que atua como meia-atacante. Atualmente defende o Qarabağ.

## Carreira
Benzia começou sua carreira profissional no Olympique Lyonnais, onde disputou 53 partidas no total e marcou 6 gols, vencendo o Trophée des Champions de 2012. Em agosto de 2015, foi contratado pelo Lille.

Benzia foi da Seleção Francesa de Futebol Juvenil, tendo jogado pelas seleções representativas da Federação Francesa de Futebol nas categorias sub-16, sub-17, sub-18 e sub-21. Ele jogou com a seleção sub-17 na Copa do Mundo Sub-17 da FIFA 2011. Em março de 2016, a FIFA aprovou seu pedido para mudar sua fidelidade internacional à Federação Argelina de Futebol.